# Jak-100
Jak-100 – radziecki, prototypowy lekki śmigłowiec.

## Historia
Śmigłowiec Jak-100 powstał pod koniec lat 40. XX wieku w biurze konstrukcyjnym Jakowlewa, jako konkurencyjna konstrukcja wobec Mi-1. Prace nad nim podjęto latem 1947 roku, a wiodącymi konstruktorami byli N. Skrzinskij i N. Erlich. Testy fabryczne pierwszego prototypu rozpoczęto 30 listopada 1948 roku. Poważnymi problemami z jakimi musieli się uporać konstruktorzy były wibracje. Drugi ulepszony prototyp ukończono w czerwcu 1949 roku. Jego testy przeprowadzono w latach 1949-1950. Mimo zatwierdzenia śmigłowca Jak-100 do produkcji seryjnej w roku 1950, nie rozpoczęto jej. Powodem było uruchomienie produkcji konkurencyjnego  Mi-1. Po raz pierwszy w ZSRR Jak-100 wprowadził jedną dźwignię do sterowania kątem natarcia łopat wirnika i obrotami silnika, zaadaptowaną w dalszych radzieckich konstrukcjach, w tym w Mi-1.